# Âncora
Âncora est une paroisse civile portugaise (en portugais : freguesia) de la municipalité de Caminha dans le district de Viana do Castelo.

## Géographie
Âncora est située sur la côte Atlantique au sud de la municipalité de Caminha.
Elle est limitrophe des paroisses d'Afife au sud et de Freixieiro de Soutelo à l'est, toutes les deux rattachées à la municipalité de Viana do Castelo. Au nord, son territoire est délimité par le fleuve Âncora, qui naît à l'est dans la serra de Arga et sépare la paroisse de celles de Vila Praia de Âncora (nord) et Riba de Âncora (nord-est).
Sa superficie est de 5,42 km2. 

## Histoire
Les premières références d'Âncora remonteraient au VIe siècle (Santa Maria de Vilar de Âncora).

## Démographie
La population est de 1 186 habitants (2021) avec une densité de 218,8 hab/km2.